# 大原照子
大原 照子（おおはら しょうこ、1929年（昭和4年）4月16日 - 2015年（平成27年）1月23日）は、日本の料理研究家である。栃木県宇都宮市出身。

## 経歴・人物
東京女子経済専門学校（現在の新渡戸文化短期大学）卒業後、留学のため渡英する。その後4年間各国の多くの料理を研究し、帰国後料理研究家としての活動を始めた。大原が調理した料理はユニークなものであり、きょうの料理（NHK）等多くの料理番組に出演し料理雑誌にも紹介され知れ渡った。
後に大原が経営するクッキングスタジオを主宰し、1991年（平成3年）には東京都港区青山にて「英国骨董おおはら」が開業し、オーナーを務めた。

## 著書

### 1970年代
- 『毎日のサラダ－オードブルからおかずまで』（1974年）

### 1980年代
- 『電子レンジでつくる西洋料理』（1983年）
- 『ぶきっちょさんのひき肉料理』（1983年）
- 『ぶきっちょさんのチーズ料理』（1983年）
- 『らくらく手作りおいしいおべんとう』（1983年）
- 『私の英国料理』（1985年）
- 『ぶきっちょさんのドリンクブック』（1985年）
- 『シチューと煮こみの本－温かさが伝わる西洋煮こみの決定版－35種』（1985年）
- 『フライパン料理自由自在－手抜きから本格派まで』（1986年）
- 『毎日の簡単・健康おやつ』（1987年）
- 『私のテーブルセッティング』（1989年）

### 1990年代
- 『おいしい料理のほん－みんなでつくってたべよう!』（1990年）‐ 山脇百合子との共著。
- 『おもいっきり手抜き料理－らくして、おいしく、ここまでできる』（1991年）
- 『1つのボウルでできるお菓子』（1993年）
- 『20分でできる一皿メニュー』（1994年）
- 『英国アンティーク－お茶を楽しむ』（1995年）‐ 全2巻。
- 『型のいらないビスケット』（1997年）
- 『少ないモノでゆたかに暮らす』（1999年）

### 2000年代
- 『大原照子のシンプルライフ術』（2002年）
- 『これならできる男のごはん』（2003年）
- 『英国式スローライフのすすめ』（2004年）
- 『55㎡の暮らし替え－スローライフの舞台つくり』（2005年）
- 『大原照子の簡単ひとりごはん－パパッと作って、楽しく、おしゃれに!』（2006年）
- 『お茶ほど楽しいことはない－とっておきのお菓子も焼いて』（2007年）
- 『思いっきり手抜き料理』（2007年）
- 『スープ一皿のしあわせ－ショウコさんの長生きスープ』（2009年）
- 『世界一やさしいパン作りの本－粉をこねずにパンが焼ける!』（2009年）

### 2010年代
- 『大原照子のシンプル家事ノート－ラクして気持ちよく暮らすいちばん簡単な方法』（2010年）
- 『50歳からのシンプルライフ術－モノは必要なだけ。身軽に、気持ちよく暮らすコツ』（2010年）
- 『暮らしは、ちいさく－シンプル生活と「私らしさ」を両立するヒント』（2012年）
- 『シンプル家事ノート－モノを減らして効率的に、ゆったりと生きる方法』（2015年）